# 九龍巴士15M線
九龍巴士15M線是香港一條已停駛的九龍區巴士路線，來往藍田（北）及觀塘地鐵站，方便藍田居民到觀塘接駁地鐵。

## 歷史
- 1979年12月16日：路線投入服務，配合地鐵修正早期系統至尖沙咀，來往觀塘地鐵站及藍田（北）。
- 1989年9月4日：藍田地鐵站啟用，導致本線失去價值而永久停駛。

## 行車資料

### 行車路線
- 觀塘地鐵站開途經：觀塘道，鯉魚門道，將軍澳道，啟田道，平田街，安田街

- 藍田（北）開途經：德田街，啟田道，將軍澳道，鯉魚門道，觀塘道